# Daniel van Heil

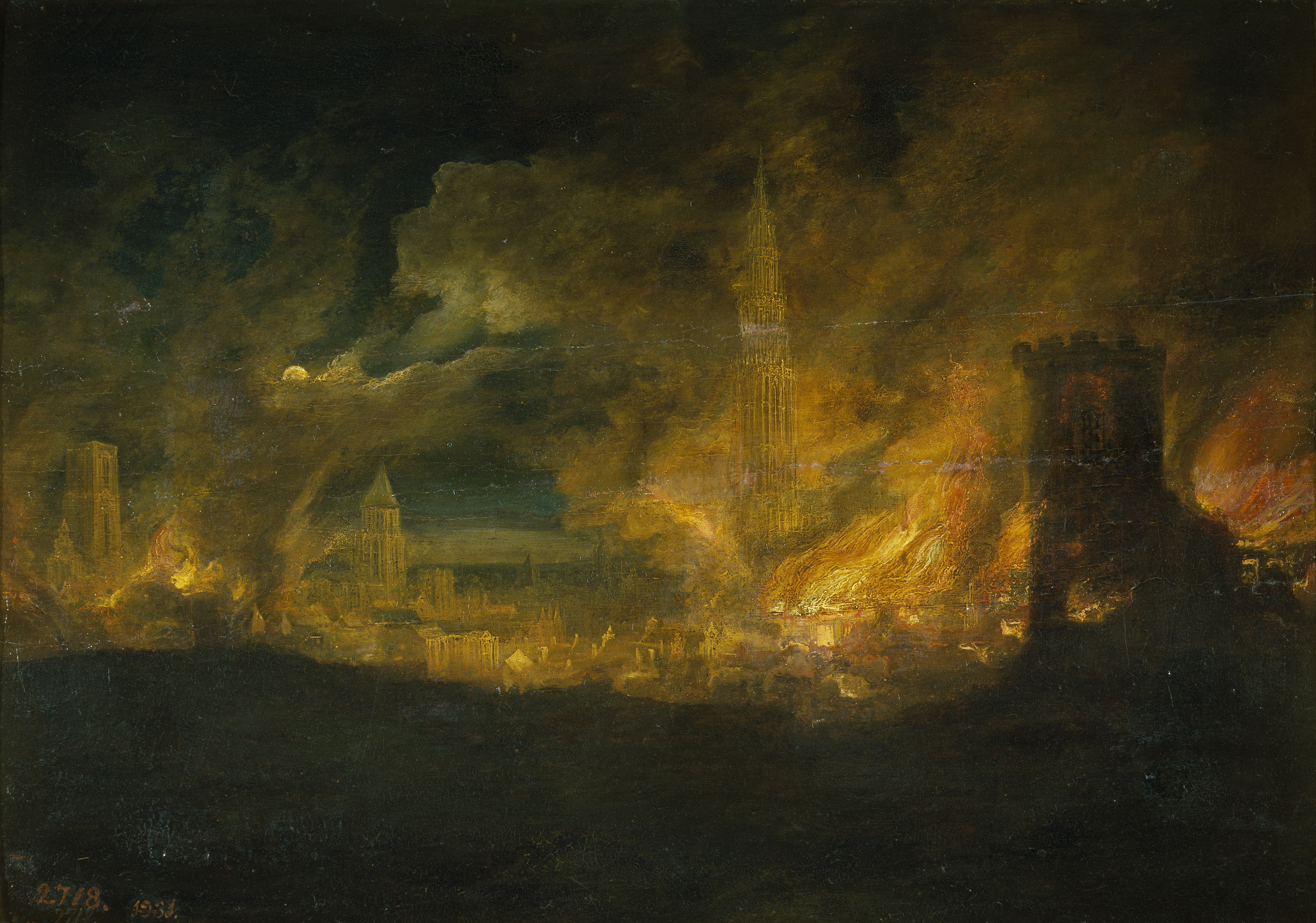
Ciudad incendiada, óleo sobre tabla, 54 x 78 cm, Madrid, Museo del Prado.

Daniel van Heil (Bruselas, 1604-hacia 1664) fue un pintor barroco flamenco.

## Biografía
A Daniel van Heil se le documenta activo en Bruselas entre 1627 y 1664. Según Arnold Houbraken habría tenido otros dos hermanos pintores, Jan Baptist (hacia 1604-1685), según el biógrafo holandés el mejor de ellos, pero del que nada se conserva, y Leo (1605-1664), pintor de flores e insectos. Fue padre del también pintor Theodoor van Heil (hacia 1645-1691), continuador del estilo paterno.
Fue pintor de paisajes invernales y de ciudades en llamas, en ocasiones con pequeñas figuras componiendo escenas entre las que se repiten con alguna frecuencia la destrucción de Sodoma, con la huida de Lot y su familia, y el incendio de Troya, con Eneas y Anquises. Aunque con cierto retraso, sus imaginadas perspectivas arquitectónicas, en las que alguna vez pueden aparecer edificios reconocibles de Bruselas, parecen ser continuadoras de los paisajes de Jan Brueghel el Viejo, con su detallismo y minuciosidad.